# Mosze Mizrachi (polityk)
Mosze Mizrachi (hebr.: משה מזרחי, ang.: Moshe Mizrahi, ur. 20 września 1950 w Tyberiadzie, zm. 11 grudnia 2022 w Szoham) – izraelski prawnik i polityk, w latach 2013–2015 oraz 2018–2019 poseł do Knesetu.

## Życiorys
Urodził się 20 września 1950 w Tyberiadzie.
Służbę wojskową zakończył w stopniu kaprala. Ukończył studia prawnicze na Uniwersytecie Telawiwskim, pracował w zawodzie.
W wyborach w 2013 został wybrany posłem z listy Partii Pracy. W dziewiętnastym Knesecie zasiadał w komisjach konstytucyjnej, prawa i sprawiedliwości oraz ds. zagranicznych pracowników. Bezskutecznie starał się o reelekcję z koalicyjnej listy Unii Syjonistycznej w wyborach w 2015, ostatecznie jednak znalazł się w składzie dwudziestego Knesetu 18 października 2018, zastępując Zuhaira Balula. Był członkiem komisji kontroli państwa. W wyborach w kwietniu 2019 utracił miejsce w parlamencie.